# Erich Fischer (Musiker)
Erich Fischer (* 19. Januar 1955 in Zürich) ist ein Schweizer Jazz- und Volksmusiker (Vibraphon, auch Gesang, Baritonhorn, Perkussion, Komposition).

## Leben und Wirken
Fischer wuchs in Bremgarten auf. Er studierte klassisches Schlagwerk und Trompete am Konservatorium in Zürich. 1992 zog er für ein Jahr nach Boston, um am Berklee College of Music sein Vibraphonspiel zu vertiefen.
Seit 1988 ist Fischer als Sänger, Vibraphonist, Komponist und Arrangeur in verschiedenen Jazz-, Latin- und Ländlerbands aktiv. Dabei nutzte er teilweise den Künstlernamen Joey Oz.
Im Erich Fischer Quintett spielte er Jazz. Mit dem Erich Fischer Quartett, zu dem neben ihm Dave Feusi am Saxophon sowie der Bassist Thomas Lähns und der Schlagzeuger Tony Renold gehören, legte er zuletzt das Album Space Race vor. Mit Lähns publizierte er im Duo Bassic Vibes die Alben Autumn Waltz (2016), Returnology (2017) und Love and Devotion (2020). Im Quintett Puchunga spielte er Latin-Jazz.
Mit Belisa Mang (Hackbrett) und Hannes Giger (Kontrabass) arbeitete Fischer im Trio Räss, das drei Alben veröffentlichte und in Radio- und Fernseh-Produktionen sowie zahlreichen Konzerten neue Ansätze zur Interpretation der schweizerischen und bayrischen Volksmusik vorstellte. Mit Vi-sa-vi spielte er imaginäre Folklore; mit der Gruppe «Hermelin» präsentierte er Volkslieder aus der Schweiz und aus Norwegen.
Fischer war zudem als Schlagzeuglehrer an der Musikakademie Basel tätig. Er lebt heute in Aarau.

## Diskographische Hinweise
- Joey Oz: Vibes of Oz (1994, mit Andy Brugger, Hämi Hämmerli)
- Joey’s Deep Blue: Into the Blue (Jazz Elite Special 2005, mit Reto Anneler, Thomas Blättler, Benno Kaiser, Martin Stüssi, Gry Elisabeth Knudsen)
- Erich Fischer Quintet: Lydia (Brambus 2007, mit Vasko Atanasovski, René Mosele, Claudio Strebel, Benno Kaiser)
- Marimba Drum Herum: The 7 Songs (2010)
- Erich Fischer Quartett: Ricordi (Unit Records 2016)
- Yuko & Joey: Two Sounds (Unit Records 2019, mit Yuko Oz)